# وارلی
وارلی (به لاتین: Varlı) یک منطقهٔ مسکونی در جمهوری آذربایجان است که در شهرستان سالیان واقع شده‌است.